# Styloniscus horae
Styloniscus horae är en kräftdjursart som först beskrevs av Barnard 1932.  Styloniscus horae ingår i släktet Styloniscus och familjen Styloniscidae. Inga underarter finns listade i Catalogue of Life.